# Апаякамані
Апаякамані (*бірм. အဘယဂါမဏိ, тай. โป่อภัยคามินี; д/н — 1765) — 28-й володар держави Ланна у 1763—1768 роках. У тайців відомий як По Апхайкхаміні.

## Життєпис
Походження та діяльність відома обмаль. Був одним з бірманських полководців. Відзначився у кампанії 1763 року, коли було відновлено владу Бірмою. Поставлений тут правителем. Втім поводився швидше як намісник, а не задежний володар. Протягом усього панування активно допомагав бірманській армії у війнах проти Аюттхаї та імперії Цін. Помер або загинув 1768 року. Новим правителем було призначено Тадоміндіна.